# Sebadelhe
Sebadelhe is een plaats (freguesia) in de Portugese gemeente Vila Nova de Foz Côa en telt 317 inwoners (2001).